# أرتونو ريتشي
ارتورو ريتشي (بالإنجليزية: Artuno Ricci)‏ (1854 فلورنسا -1919)، رسام إيطالي، يُعتبر واحد من رواد الاتجاه الفني المعروف بـ الروكوكو بالإضافة إلى الإيطالي الآخر فيتورو ريجانجيني. ولد ريتشي في فلورنسا في 19 أبريل 1854م ودرس الفن على يد الرسام الإيطالي تيتو كونتي (1842-1924) حيث أخذ عنه الدقة في الرسم وقوة الألوان كما تمحوره كل أعماله الفنية حول مشاهد من حياة الطبقة الارستقراطية في أوروبا آنذاك.